# 네베나 코카노바
네베나 보그다노바 코카노바(불가리아어: Невена Богданова Коканова, 1938년 12월 12일~2000년 6월 3일)는 불가리아의 배우이다. 1960년대 불가리아의 주요 영화 배우 중 한 명으로 간주되며 "불가리아 영화의 영부인"(불가리아어: първата дама на българското кино)라는 별명으로 잘 알려져 있다.